# Ktitor
Ktitor (grško starogrško κτήτωρ [ktítor], lastnik, gospodar, iz starogrškega glagola starogrško κταομι [ktaomi], dobiti, imeti v lasti) je v vzhodnih pravoslavnih Cerkvah in Bizantinskem cesarstvu fizična oseba (duhovnik ali laik) ali pravna oseba (cerkev, cerkveni sklad, vas, mestna občina), ki ustanovi, obnovi  ali dobi za nagrado za zasluge samostansko, vaško ali mestno cerkev, samostan, šolo ali dobrodelno ustanovo.  Dotična cerkvena ustanova s tem postane njegova zasebna lastnina.  Odnos ktitorja do ktitorije je reguliran s ktitorskim pravom – zbirko privilegijev in lastniških obveznosti, na katere lastnik pristane, ko svojo lastnino poklanja Cerkvi. Srbsko srednjeveško ktitorsko pravo se je razvilo s prilagajanjem bizantinskih zakonskih predpisov.
Ktitorije se ni moglo zasnovati brez soglasja cerkvenih oblasti, kar pomeni, da je moral vsak ktitor pred ustanovitvijo cerkve dobiti dovoljenje pristojnega škofa. Po drugi strani je moral zagotoviti sredstva za izgradnjo in vzdrževanje ktitorije in objaviti pisno izjavo o ktitorskem dajanju – starogrško βρεβιον  (vrevion), v srbskih virih hrisovuljo, listino, v kateri je bil seznam vseh darov.

## Drugi ktitor
Drugi ktitor ali novi ktitor je oseba, ki obnovi ali razširi samostan ali mu da velik prispevek.  Sveti Sava, ki je v Vatopedu zgradil samostanske celice, tri cerkve in pokril katolikon s svinčeno streho, je s tem postal drugi ktitor tega samostana. Ktitorske pravice se je včasih lahko odstopilo osebi, ki se je obvezala, da bo vzdrževala samostan in mu pošiljala letno pomoč. Samostan Esfigmen je ktitorske pravice odstopil najprej carju Stefanu Dušanu in nato despotu Đurađu Brankoviću.

## Haristikija
Pristojne cerkvene oblasti, včasih tudi vladar, so lahko dale samostan oziroma samostanske prihodke neki osebi kot nagrado za zasluge ali darilo v vseživljenjsko uživanje (haristikion, haristikija).  Po smrti te osebe so ktitorske pravice prešle na neko cerkveno ustanovo.  Haristikija je lahko bila tudi dedna: Stefan Uroš III. je čelniku Radanu in protopopu Prohorju dal cerkveno zemljo  v dedno last. Znano je, da so se v srednjeveški Srbiji samostani pogosto odstopali duhovščini, v primarnih virih pa ni nobenega podatka, da so se odstopali tudi laikom. Štefan Dušan je cerkev sv. Nikolaja  Mračkega z njenim imetjem dal v vseživljenjsko uživanje starost Jovanu (1342), cerkev sv. Petra Koriškega, ki je pripadala Hilandarju, pa starosti Grigoriju. Po propadu srbske srednjeveške države se je dogajalo, da so se samostanski prihodki odstopali škofom, ki so zaradi turške okupacije ostali brez dohodkov in sredstev za življenje.

## Ktitorske pravice
Ktitorske pravice so se lahko prenesle, predvsem na naslednike. Štefan Nemanja, na primer, je po odstopu s prestola svoje ktitorske pravice nad Studenico prenesel na sina Štefana Prvokronanega.
Ktitor je imel v svojem samostanu pravico sestaviti tipik in sodelovati pri izbiranju igumana. Določal je pravni status svoje dotacije, jo postavil pod oblast vladarja ali patriarha ali jo kot metoh poklonil drugemu samostanu. Za razliko od ustanovitelja, ki je lahko spremenil tipik in pravni status ktitorije, ktitor naslednik ta pravice ni imel.
Največjo avtonomijo so imeli stavropigijski cesarski samostani in lavre, ki niso bili podrejeni lokalnemu škofu, ampak neposredno vladarju. V teh samostanih je igumana izbiral vladar. Ob njegovem imenovanju se je opravila investitura. Hilandar je imel privilegij, da je neodvisno od cerkvene in celo cesarske oblasti izbiral svojega igumana. V drugih ktitorskih samostanih je imel ktitor pravico škofu predlagati svojega kandidata za igumana.
Ktitor ustanovitelj je imel v svoji fundaciji pravico do omembe med bogoslužjem, groba, portreta in častnega mesta.
- Ktitorski portret v samostanu Sanain v Armeniji, 10. stoletje
- Ktitorski portret v samostanu Krihi v  Gruziji, 11. stoletje
- Ktitorski portret velikega logoteta Teodorja Metohita v cerkvi Kristusa Odrešenika na polju, Carigrad, 14. stoletje
- Ktitorski portret kralja Stefana Milutina v kraljevi cerkvi v Studenici, 14. stoletje
- Ktitorski portret Stefana Dečanskega v cerkvi Kristusovega vstajenja v samostanu  Visoki Dečani, 14. stoletje
- Zlata bula cesarja Alekseja III. Komnena  (1338-1390) v samostanu Dioniziat na Atosu
- Ktitorski portret sebastokratorja Konstantina Paleologa in njegove suproge Irene v Tipiku samostana Matere Božje (Βεβαίας Ἐλπίδος), okoli 1350
- Ktitorski portret sebastokratorja Kalojana in soproge Desislave, Bojanska cerkev, Sofija, 1259